# Тирански проток
Тиранският проток (на арабски: مضيق تيران; на иврит: מיצרי טיראן) е 13 километра широк проток в Индийския океан, който разделя Синайския и Арабския полуостров. Наречен е на остров Тиран, който се намира в протока.
Достъпът до Акаба - единственото морско пристанище на Йордания, и Ейлат - единственото морско пристанище на Израел на Индийския океан, зависи от влизането в залива Акаба през протока, което го прави стратегически. През 1956 и 1967 година Египет блокира протока за израелски кораби и за кораби, пътуващи за Израел, което става причина за Шестдневната война.
Покрай египетския бряг дълбочината на пролива е около 290 м, което позволява преминаването на дълбокогазещи кораби. В близост до остров Тиран и брега на Саудитска Арабия има много рифове, а дълбочината е само около 16 м.
Проект за изграждане на 15 км (9,3 морски мили) дълъг мост през пролива, свързващ Египет със Саудитска Арабия, е в процес на разглеждане от египетското правителство.